# حوض الماء المتنقل

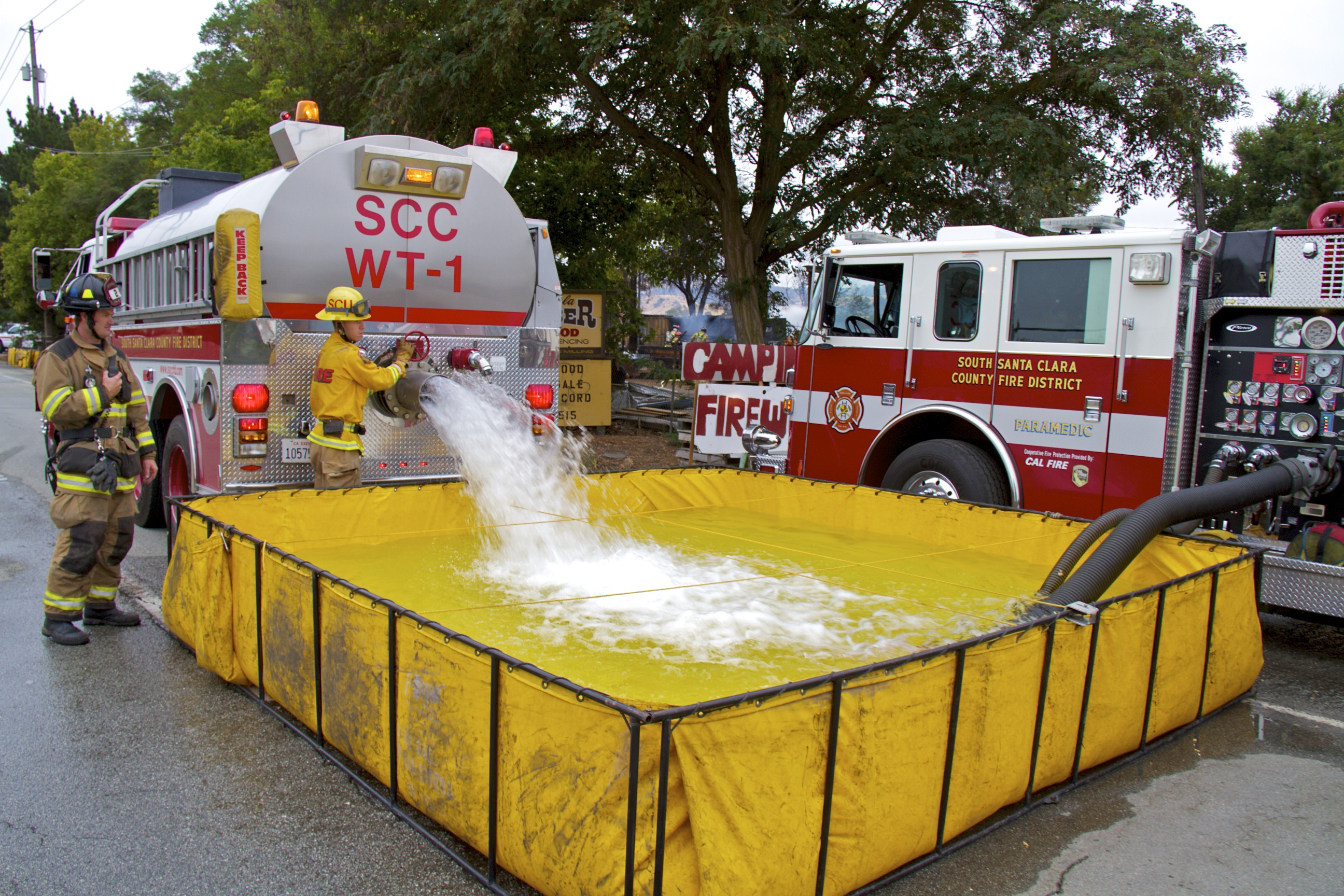
إدارة مكافحة الحرائق تستخدم حوض مياه محمولاً في جنوب سان هوزيه

حوض الماء المتنقل هو حوض قابل للطي مصمم للاستخدام المؤقت في حفظ وتخزين الماء لأغراض مكافحة الحرائق والإغاثة الطارئة والتطبيقات الحربية. وهذه الأحواض قد تكون مدعومة أو غير مدعومة. وتتميز الأحواض المدعومة بإطار من الصلب أو الألومنيوم ويتراوح حجمها من 600 إلى 5000 غالون أمريكي أو أكبر بحسب التصميم المعتاد. وقد تكون أحواض المياه المحمولة غير مدعومة مثل الأحواض ذاتية الدعم (أحواض دائرية مفتوحة من الأعلى) والأحواض التي تأخذ شكل الوسادة أو المثانة وجميعها متوفرة بأحجام تتراوح من 100 غالون أمريكي (380 ل) وحتى 80,000 غالون أمريكي (300,000 ل). ويعود تاريخ اختراع الأحواض المدعومة بإطار المستخدمة في مكافحة الحرائق في المناطق الريفية بشكل كامل إلى أوائل خمسينيات القرن العشرين. وقد قُدم أول طلب للحصول على براءة اختراع لقناة تصريف فائض ماء في حوض قابل للطي عام 1954، وقُدم طلب آخر للحصول على براءة اختراع «حوض عائم» في شكل مصفاة عائمة لمكافحة الحرائق عام 1955.

## الاستخدام/النشر
تستخدم أحواض المياه المحمولة في المقام الأول في المناطق الزراعية التي لا تتوفر بها صنابير الحريق. فتحمل على شاحنات الماءويتم نشرها في موقع الحريق خلال عملية النقل السريع للماء. وعادة ما يتم نصب الحوض بالقرب من أو أمام سيارة الإطفاءالرئيسية.
، أو بجوار سيارة الإمداد. وهذا يمكن شاحنات إمداد الماء من إفراغ شحنتها من الماء بسرعة والعودة إلى موقع الملء بأسرع ما يمكن. فهي مصممة بحيث يمكن نصبها في نصف دقيقة بجهود اثنين فقط من رجال الإطفاء. ثم يكون أمام سيارة الإطفاء خيار استخدام خرطوم شفط لسحب الماء إلى الحوض.